# Libro dei Liang
Il Libro dei Liang (Liáng Shū), fu compilato da Yao Silian e completato nel 635. Yao fece molto affidamento sul manoscritto originale di suo padre Yao Cha, poiché i suoi commenti sono stati citati in diversi capitoli.
L'unità di misura delle distanze (Lǐ) usata nel Libro dei Liang corrisponde a 400 metri,
Il Libro dei Liang è parte di Ventiquattro Storie canone della storiografia cinese.

## Fonti
Sebbene il Libro dei Liang sia stato definitivamente attribuito a Yao Silian, alla sua stesura collaborarono un certo numero di persone. Inizialmente, l'imperatore Sui Wendi ordinò a Yao Cha 姚 察 (533-606) di compilare il Libro dei Liang ma questi morì senza averlo potuto completare. Prima di morire Yao Cha chiese che suo figlio Yao Silian potesse completare il lavoro e l'imperatore accettò la sua richiesta. In epoca Tang, la compilazione del testo faceva parte di un'iniziativa, suggerita da Linghu Defen poco dopo la fondazione della dinastia, tendente a compilare un numero di storie relative alle precedenti dinastie. Così, Yao Silian ricevette l'ordine di completare il Libro di Chen da parte dell'imperatore Gao Zu, ordinando che altri studiosi collaborassero alla compilazione del Libro dei Liang. Quando quegli studiosi non completarono il loro compito, venne ordinato a Yao Silian di lavorare nuovamente al testo. Il libro dei Liang fu quindi compilato da Yao Silian sotto la supervisione di Fang Xuanling e Wei Zheng, incorporando almeno parte del lavoro dei suoi predecessori.

## Citazioni sul Giappone e sui vicini circostanti
Contiene la storia della dinastia Liang e varie descrizioni dei paesi ad est della Cina. Uno dei suoi passaggi più noti è la descrizione, da parte del monaco Hui Shen (慧 深), del paese di Fusang, 20.000 li est della Cina.

### Stato di Wa
Wa era un antico regno del Giappone. Anche se oggi si possono trovare poche informazioni concrete, la sua capitale, Yamatai, era probabilmente situata nel Kyūshū o nella regione  Kinki.
"Per quanto riguarda Wa, dicono di essere I successori di Tàibó. Le persone sono tutte tatuate. Il loro territorio è a circa 20.000 Li (1.500 chilometri) dal nostro regno, ad est di Guiji (moderna Shaoxing (Zhejiang)). È incredibilmente distante. Per arrivarci da Daifang, è necessario seguire la costa e andare oltre lo stato coreano a sud-est per circa 500 chilometri, quindi per la prima volta attraversare il mare per raggiungere una piccola isola a 75 chilometri dalla costa, e poi attraversare nuovamente il mare per 75 chilometri fino al paese di Mirò (cinese: 未盧國). 50 chilometri a sud-est si trova il paese di Ito (cinese: 伊都國). 10 chilometri a sud-est è il paese di Nu (cinese: 奴國). 10 chilometri a est si incontra il paese di Bumi (cinese: 不彌國). In 20 giorni a sud, in barca, si giunge al paese di Touma (cinese: 投馬國). 10 giorni a sud in barca o un mese via terra si raggiunge il paese di Yamatai (邪馬臺國). Lì risiede il re del popolo Wa

### Stato di Wenshen
"Il paese di Wenshen si trova a 7.000 li (500 chilometri) a nord-est del paese di Wa. Sopra il loro corpo, hanno tatuaggi raffiguranti animali selvatici. Hanno tre segni tatuati sulla fronte che sono dritti per le persone nobili e piccoli per la gente del popolo. Amano la musica ma non sono molto generose, nonostante il loro benessere, e non danno niente agli estranei. Hanno case, ma non castelli. Il luogo in cui risiede il loro re è decorato con oro e argento ed è di rara bellezza. Gli edifici sono circondati da un fossato, di circa un cho di larghezza, che riempiono con  mercurio. Quando c'è pioggia, questa scorre sopra il mercurio. Hanno molte cose rare nei loro mercati. Coloro che sono colpevoli di un reato leggero vengono immediatamente puniti con fruste di cuoio mentre chi commette reati punibili con la morte vengono dati in pasto ad animali feroci. In caso di condanna di un innocente, le bestie feroci non mangiano la vittima. I crimini possono anche essere riscattati attraverso la prigione senza cibo".

### Stato di Dahan
"Il popolo di Dahan vive a 5.000 li (400 chilometri) ad est di Wenshen. Non hanno un esercito e non sono aggressivi. I loro modi sono uguali a quelli del paese di Wenshen, ma la loro lingua è diversa."